# ناتشو (لاعب كرة قدم إسباني)
ناتشو (بالإسبانية: José Ignacio Fernández Palacios)‏ (3 فبراير 1967 في إسبانيا - ) هو مدرب كرة قدم ولاعب كرة قدم إسباني في مركز الدفاع. شارك مع منتخب منطقة غاليسيا الوطني لكرة القدم. أما مع النوادي، فقد لعب مع سلتا فيغو ونادي كومبوستيلا.

## وصلات خارجية
- ناتشو (لاعب كرة قدم إسباني) على موقع قاعدة بيانات كرة القدم.إي يو (الإنجليزية)